# IC 1931
IC 1931 је патуљаста галаксија у сазвјежђу Бик која се налази на листи објеката дубоког неба у Индекс каталогу.
Деклинација објекта је + 1° 45' 2" а ректасцензија 3h 28m 57,8s. Привидна величина (магнитуда) објекта IC 1931 износи 14,7 а фотографска магнитуда 15,3. IC 1931 је још познат и под ознакама MCG 0-9-87, CGCG 390-94, PGC 12950.